# Karl Leonhard Velthusen
Karl Leonhard Velthusen (ur. 23 grudnia 1812 w Warszawie, zm. 1892 w Ełku) – prawnik, działacz społeczny, pisarz i poeta, popularyzator dziedzictwa kulturowego Mazur.

## Życiorys
Urodził się 23 grudnia 1812 roku w Warszawie jako syn Henryka Velthusena, kupca i Marii Teresy z domu Richter.
Po rozwodzie rodziców wraz z matką przeprowadził się z Warszawy do Drezna. Studiował prawo we Wrocławiu i Berlinie. Po studiach trafił do Ełku, gdzie rozpoczął pracę w sądzie.
Był sędzią, od 1892 r. powiatowym radcą sądowym (Kreisgerichtsrat) w Ełku. Od 1879 r. sędzią nadzorującym miejscowy sąd grodzki (Amtsgericht).
W wolnym czasie poeta i literat, Velthusen szybko pokochał i wtopił się w mazurskie otoczenie. Jako jeden z pierwszych zaczął opisywać piękno Mazur w „Lycker Zeitung” (dosł. „Gazeta Ełcka”) w jej dodatku o nazwie „Unser Masurenland” („Nasze Mazury”). Pisał wiersze i pieśni barwnie ilustrujące okolicę. Jego utwory i opisy były publikowane w „Almanachu Muz Prus Wschodnich i Zachodnich” (Ost- und Westpreußische Musenalmanach) co propagowało nieznane wówczas Mazury daleko poza ich granicami.
Napisał „Kronikę miasta i powiatu Ełk” (Chronik der Stadt und des Kreises Lyck) w 3 ręcznie spisanych tomach oraz epos opisujący walki  dowodzonych przez Skomanda Jaćwingów  z Krzyżakami o nazwie „Skomand”.
Był też społecznikiem. Założył wiele stowarzyszeń integrujących lokalne środowisko, m.in. tow. rzemieślnicze i sportowe. W uznaniu zasług przyznano mu honorowe obywatelstwo miasta Ełk w 1891 r. Velthusen był też od 1861 r. deputowanym do pruskiego parlamentu (Landtagu) z powiatów Ełk, Olecko, Pisz.
Zmarł w roku 1892, został pochowany na cmentarzu ewangelickim.
Do drugiej wojny światowej istniał w Ełku plac Karla Leonharda Velthusena z niewielkim pomnikiem.